# Sort kvadrat
Sort kvadrat er et billede af Kazimir Malevitj (1878–1935), udstillet første gang 1915. Det regnes for et centralt værk i det 20. århundredes maleri. Billedet er 79 x 79 cm stort og befinder sig i Tretjakovgalleriet i Moskva. Malevitj malede omkring 1923 endnu et sort kvadrat som er udstillet på det russiske statsmuseum i Sankt Petersburg.

## Billedmotiv
Sommeren 1913 opstod i Uusikirkko (Finland) den futuristiske operakompositionen Sejr over solen. Operaen blev opført 3. december 1913 i Lunapark-teatret i St. Petersburg. Welimir Chlebnikow havde skrevet prologen, Alexej Krutschonych librettoen, musikken var af Michail Matjuschin og scenebillede og kostume af Malewitsch. På et sceneforhæng malede han det første sorte kvadrat. Heri ligger også grunden til at Malewitsch lagde fødselsstunden for suprematisme til 1913 og ikke 1915 som egentlige suprematistiske billeder normalt henregnes til.
Maleriet Sort kvadrat blev første gang vist december 1915 i en futuristisk udstilling i galleriet Dobytschina i Petrograd (Sankt Petersborg) med titlen 0,10. Det blev placeret højt i et hjørne af rummet med billedfladen let skråtstillet, omgivet af andre af Malewitschs billeder. Sort kvadrat indtog på denne måde en position der i et traditionelt russisk hus var forbeholdt religiøse ikoner
Den sorte flade er omkranset af en hvid rand. Malewitsch kaldte det "Firkant" i udstillingskataloget, da det ikke er et nøjagtigt kvadrat, siderne er heller ikke parallelle.